# Розаско
Розаско (італ. Rosasco) — муніципалітет в Італії, у регіоні Ломбардія, провінція Павія.
Розаско розташоване на відстані близько 490 км на північний захід від Рима, 55 км на південний захід від Мілана, 45 км на захід від Павії.
Населення — 603 особи (2014).

## Демографія
Населення за роками:

Станом на 1 січня 2023 року в муніципалітеті офіційно проживав 31 іноземець з 10 країн, серед них 5 громадян країн Євросоюзу та 2 громадяни України.

## Сусідні муніципалітети
- Карезана
- Кастельноветто
- Коццо
- Лангоско
- Палестро
- Пеццана
- Роббіо